# Roland Stănescu
Roland Dediu Stănescu (n. 19 aprilie 1990, București, România – d. 2 iulie 2022) a fost fotbalist român care a jucat ca mijlocaș . A jucat mai ales în Liga a II- a pentru Dacia Unirea Brăila , CS Balotești , CS Minerul Motru și FC Argeș Pitești , Liga III pentru SC Juventus București.
Stănescu s-a sinucis pe 2 iulie 2022, sărind de la etajul patru al unui bloc de apartamente.